# Transamerica Corporation
Transamerica Corporation är ett amerikanskt holdingbolag som har sina verksamheter inom försäkringsbranschen. Bolaget bildades 1928 av bankiren Amadeo Giannini i syfte att ha sina affärsintressen i det, under en tidsperiod var Transamerica majoritetsägare i bankjätten Bank of America Corporation.
1999 förvärvade det nederländska försäkringsbolaget Aegon N.V. Transamerica för $10,8 miljarder.